# Torquéole de Horsfield
Arborophila orientalis
Espèce
Statut de conservation UICN

 VU A2cd+3cd+4cd;B1ab(ii,iii,v) : Vulnérable

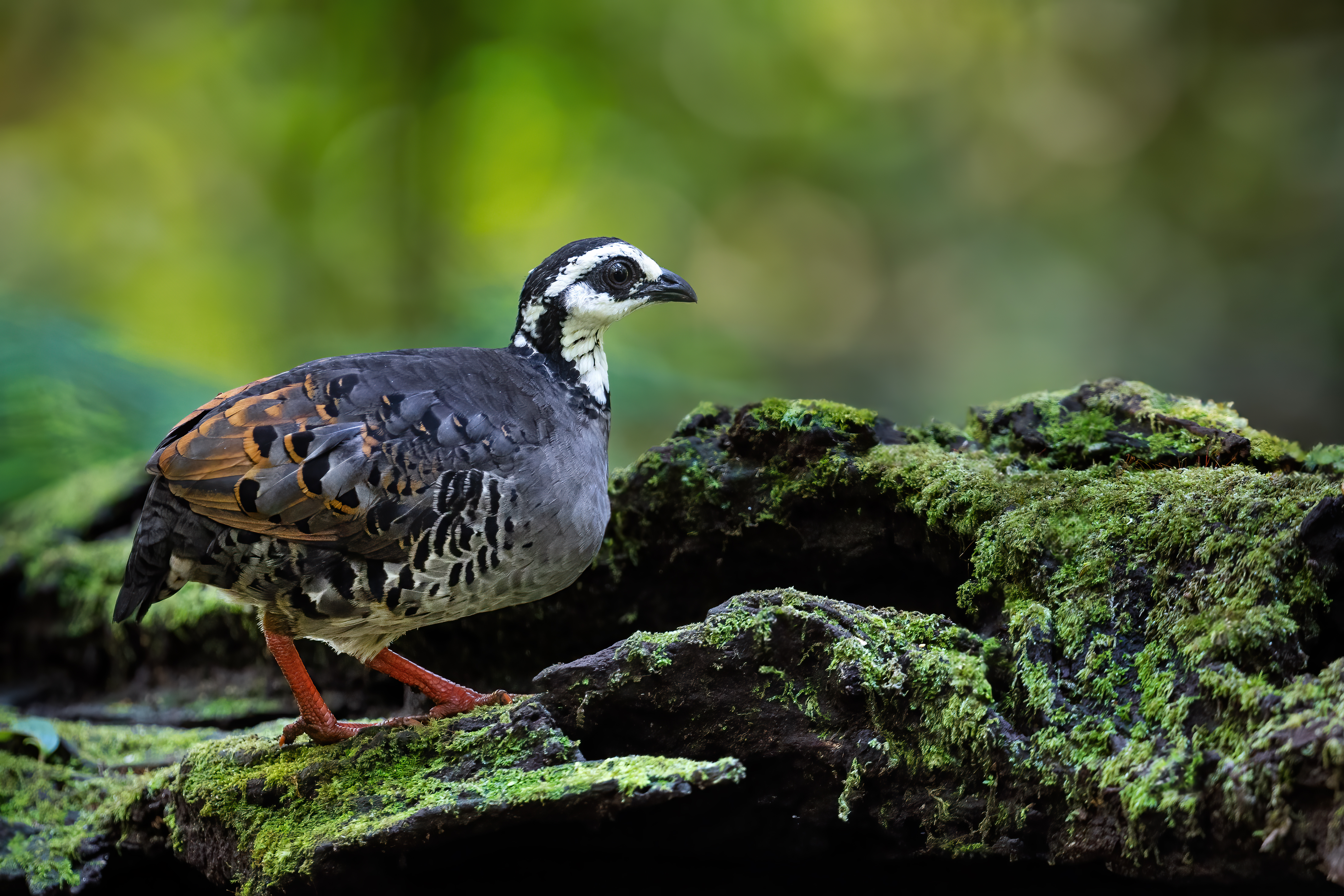
Torquéole de Horsfield, se promenant au Java oriental sur l'ile de Java. Juin 2023.

La Torquéole de Horsfield (Arborophila orientalis) est une espèce d'oiseaux de la famille des Phasianidae. Parfois la Torquéole de Sumatra (A. sumatrana), la Torquéole de Campbell (A. campbelli) et la Torquéole de Roll (A. rolli) sont considérées comme des sous-espèces de A. orientalis.

## Distribution
Endémique des forêts de montagne à l’est de Java, dans les Yang Highlands, Parc National de Meru Betiri, Baluran, Monts Ljen, Maelang, Lijen, Raung.

## Sous-espèces
Aucune actuellement puisque toutes les sous-espèces décrites autrefois ont été élevées au rang d’espèce, compte tenu des grandes variations morphologiques et de l’isolement géographique des différentes populations (Hennache & Ottaviani 2011).

## Habitat
Il s’agit d’une espèce très mal connue pour laquelle il n’existe que quelques observations. La torquéole de Horsfield vit dans les sous-bois épais des forêts primaires d’altitude, vraisemblablement entre 1000m et 2200m, mais descend parfois jusqu'à 500 ou 600m (Hennache & Ottaviani 2011).

## Mœurs
Très mal connues dans la nature. Quelques observations ont été faites sur des oiseaux captifs dont il existerait quelques dizaines d’individus en Europe. La nourriture consiste en fruits, insectes et petits reptiles.

## Voix
Le chant nuptial serait similaire à celui de la perdrix de Java Arborophila javanica et consisterait en un double sifflement répété plusieurs fois, de plus en plus fort, wout-wout, wout, faisant suite à une série de sifflements simples. Ces torquéoles chantent habituellement en duo (Hennache & Ottaviani 2011).

## Nidification
Le mâle construit un nid en dôme, constitué de grandes herbes, et courtise la femelle en chantant et en exhibant la peau nue rouge de la gorge.

## Statut, conservation
Cette espèce est considérée comme vulnérable. Une grande partie de son habitat a été détruit par déforestation et la surface restante, très fragmentée mais utilisable, n’excéderait pas 2500 km² actuellement. Elle semblerait assez tolérante aux plantations secondaires mais il n’existe aucune donnée précise en ce qui concerne son pouvoir d’adaptation.
De plus, cette espèce est souvent piégée ou chassée pour être vendue sur les marchés comme gibier à consommer. Il existe des réserves de chasse, notamment dans les Yang Highlands, mais elles n’en ont souvent que le nom tant la surveillance est inexistante. La Torquéole de Horsfield se rencontre aussi  dans des zones protégées dont le parc national de Meru Betiri et la réserve naturelle de Kawah Ijen Ungup-ungup.
Des études de terrain sont plus que jamais nécessaires pour connaître les besoins écologiques, la distribution exacte et la densité de population. C’est seulement alors qu’il sera possible de proposer des mesures de conservation (Madge & McGowan 2002, Hennache & Ottaviani 2011).